# Józef Gołąb

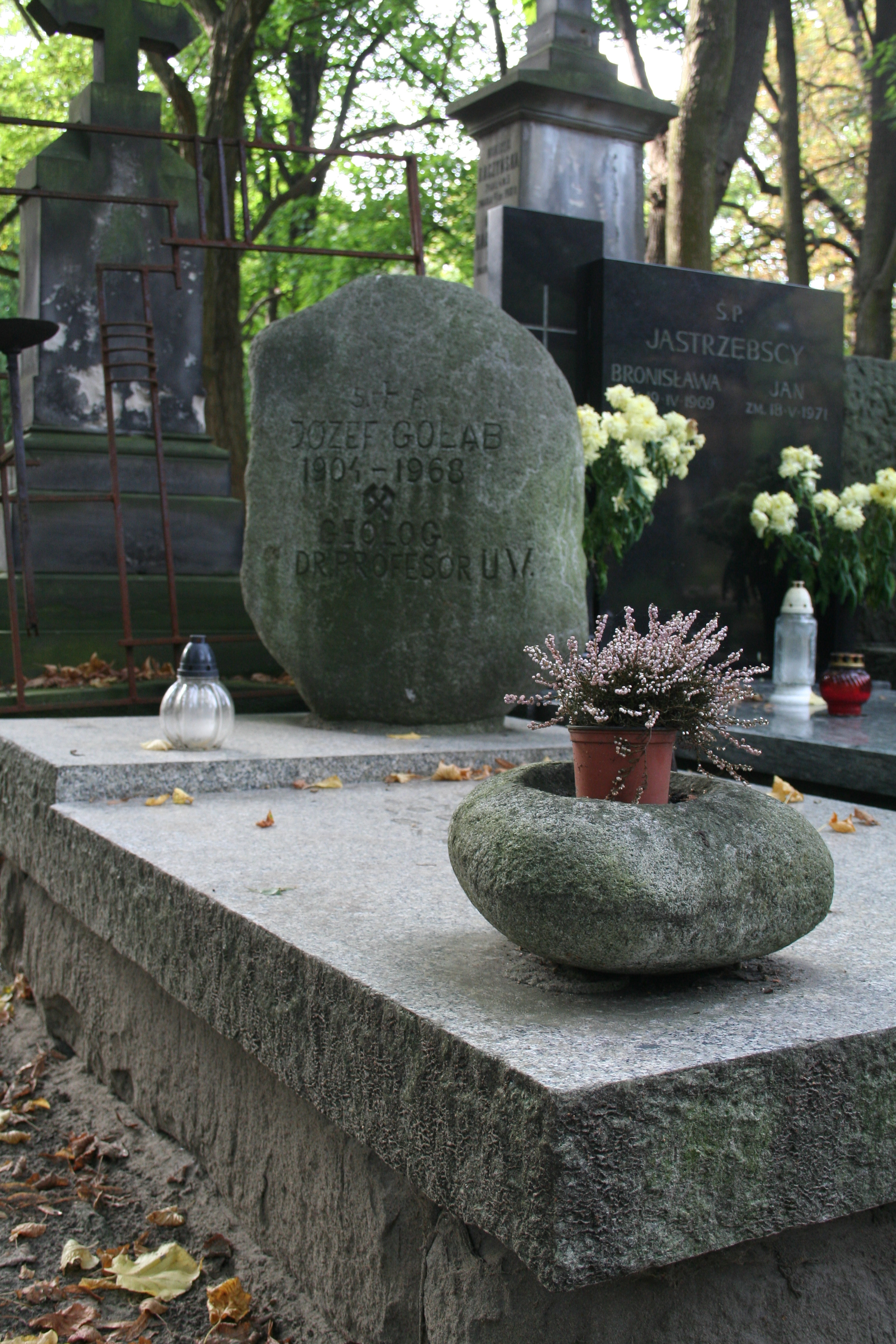
Grób Józefa Gołąba na warszawskich Powązkach

Józef Gołąb (ur. 18 czerwca 1904 w Żurawicy, zm. 30 września 1968 w Warszawie) – polski geolog i hydrogeolog.

## Życiorys
Pochodził z rodziny chłopskiej. Do szkoły podstawowej uczęszczał w Rzeszowie, do gimnazjum natomiast w Wiedniu i w Rzeszowie. 22 maja 1922 ukończył I Gimnazjum Państwowe w Rzeszowie. Podczas nauki założył w tej szkole drużynę harcerską, którą kierował.
W tym też roku wstąpił na Wydział Matematyczno-Przyrodniczy Uniwersytetu Poznańskiego. Specjalizował się w geologii i paleontologii u profesorów Wilhelma Friedberga i K. Wójcika. W 1924 objął stanowisko asystenta w Katedrze Geologii Uniwersytetu Poznańskiego. Studia ukończył w 1926 egzaminem dyplomowym na nauczyciela szkół średnich.
W latach 1929–1934 brał udział w badaniach geologicznych w dorzeczu Styru i Horynia, z ramienia Biura Projektu Melioracji Polesia.
W 1930 uzyskał na Uniwersytecie Poznańskim stopień doktora filozofii w zakresie geologii i paleontologii na podstawie pracy Przyczynki do znajomości wapienia tortońskiego w Niechobrzu. W 1934 został starszym asystentem na tym uniwersytecie. Na stanowisku tym był do 1937.

### Kraków i badanie Tatr
W 1937 przeniósł się na Uniwersytet Jagielloński, gdzie został starszym asystentem w Katedrze Geologii u profesora Jana Nowaka.
Od 1936 prowadził badania naukowe głównie na Podhalu, ale również w Tatrach. Jest autorem szczegółowego zdjęcia geologicznego i hydrogeologicznego Podhala, a także twórcą nowej koncepcji jego budowy geologicznej. Dzięki wynikom jego badań cieplicy w Jaszczurówce, postawiono hipotezę o istnieniu głębokich wód termalnych u podnóża Tatr pod fliszem podhalańskim.
Wraz ze Stanisławem Sokołowskim był pomysłodawcą wykonania na Antałówce w Zakopanem głębokiego odwiertu (1961-63), co dało nie tylko ciepłą wodę, ale również pozwoliło wyjaśnić geologiczną budowę podnóża Tatr.

### Czasy wojny
Po wybuchu wojny został 6 listopada 1939 aresztowany wraz z grupą profesorów krakowskich w ramach Sonderaktion Krakau, więziony w obozie koncentracyjnym  Sachsenhausen, a następnie w Dachau. Po 14 miesiącach, powrócił schorowany na początku 1941 do Krakowa. Tam najpierw leczył się, potem pracował jako inkasent na targowisku miejskim w Krakowie, a następnie został zatrudniony jako geolog w niemieckim Amt für Bodenforschung, utworzonym na miejscu Państwowego Instytutu Geologicznego.

### Po wojnie
Po wyzwoleniu pracował do 1947 na stanowisku radcy-geologa w Państwowym Instytucie Geologicznym w Krakowie, prowadząc równocześnie wykłady i ćwiczenia na Uniwersytecie Jagiellońskim. W 1947 przeniósł się wraz z Instytutem do Warszawy, gdzie pełnił obowiązki inspektora, a następnie kierownika zorganizowanej przez siebie Pracowni Hydrogeologicznej, wreszcie zastępcy naczelnika Wydziału.
Zatrudniony był jednocześnie także w innych instytucjach. W latach 1949–1951 był wykładowcą i kierownikiem Katedry Geologii Politechniki Warszawskiej; w latach 1949–1966 był zastępcą profesora, a następnie profesorem geologii na Uniwersytecie Łódzkim; w latach 1950–1953 był kierownikiem Zespołu Hydrogeologicznego Przedsiębiorstwa Metroprojekt, a w latach 1951–1953 – kierownikiem badań hydrogeologicznych na terenie budowy Pałacu Kultury i Nauki w Warszawie.
W 1953 przeniósł się na Wydział Geologii Uniwersytetu Warszawskiego. Został tam samodzielnym pracownikiem naukowym, obejmując kierownictwo dwóch zakładów: Kartografii Geologicznej i Hydrogeologii. W 1955 został mianowany profesorem nadzwyczajnym. W 1957 zorganizował Katedrę Hydrogeologii i został jej kierownikiem. Na tym stanowisku pozostał do końca życia.

### Działalność promotorska i pozauczelniana
Był promotorem 8 przewodów doktorskich i wyszkolił ponad 120 magistrów hydrogeologii. Opublikował 45 prac; opracował też 25 prac niepublikowanych oraz ponad setkę ekspertyz dla potrzeb gospodarki narodowej.
Był członkiem rad naukowych, m.in. Państwowego Instytutu Hydrologiczno-Meteorologicznego, Instytutu Melioracji i Użytków Zielonych, członkiem Komitetu Geofizyki oraz Komitetu Bilansów Wodnych Polskiej Akademii Nauk, a także członkiem towarzystw naukowych, w tym Polskiego Towarzystwa Geologicznego.

## Życie prywatne
Był synem Jana (ur. 31.05.1871 w Zagródkach /pow. Lwów/ – zm. 4.03.1917 w Krakowie) oraz Reginy z d. Kapusta (ur. 23.09.1885 w Mokrej Stronie pow. Przeworsk - zm. 22.07.1969 w Krakowie). Józef Gołąb miał młodszą siostrę, Marię (ur. 8.07.1905 w Balicach – zm. 11.10.1992 w Krakowie). Był dwukrotnie żonaty (z Janiną Suchorzepską oraz Józefą Sowińską) - nie pozostawił potomstwa. 
Został pochowany na cmentarzu Powązkowskim w Warszawie (kw. 209–V–30). Na jego grobie umieszczono granitowy głaz z okolic Tatr.

## Wybrane publikacje
- 1931, Zarys budowy geologicznej okolic Ostrzeszowa. "Rocznik Polskiego Towarzystwa Geologicznego", 7, Kraków.
- 1934, Toczeńce z gliny morenowej w Szelągu pod Poznaniem. "Rocznik Polskiego Towarzystwa Geologicznego", 10, Kraków.
- 1947, Przyczynki do geologii okolicy Mogielnicy na arkuszu Rabka. "Biuletyn Państwowego Instytutu Geologicznego", 29, Warszawa.
- 1947, Hydrogeologia zachodniego pasma Gubałowskiego. "Biuletyn Państwowego Instytutu Geologicznego", 29, Warszawa.
- 1948, Nowo odkryte wody mineralne w Szczawnicy. "Biuletyn Państwowego Instytutu Geologicznego", 42, Warszawa.
- 1951, Geologia Wzgórz Ostrzeszowskich. "Prace Państwowego Instytutu Geologicznego", 7, Warszawa.
- 1956, Kliny zmarzlinowe jako drogi prowadzące wód gruntowych. "Biuletyn Peryglacjalny", 3.
- 1959, Zarys stosunków geologicznych fliszu zachodniego Podhala. "Biuletyn Instytutu Geologicznego", 149, Warszawa.
- 1960, Zarys geologii okolic Horodna na międzyrzeczu Styru i Horynia. "Biuletyn Instytutu Geologicznego", 150, Warszawa.